# Montagne degli Stati Uniti d'America

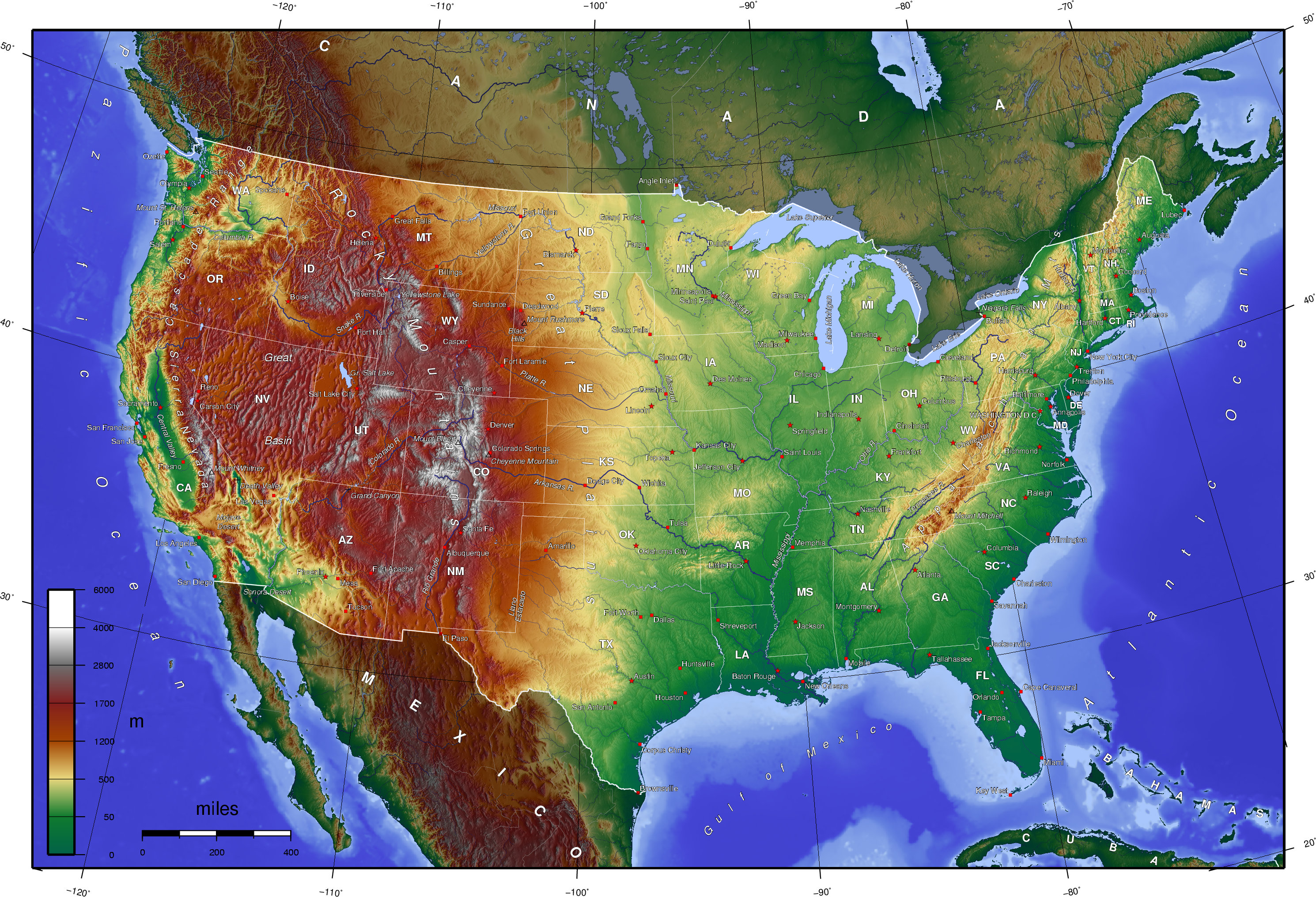
Cartina Topografica degli Stati Uniti

Da un punto di vista orografico gli Stati Uniti sono caratterizzati dalla presenza di alcune vaste catene montuose. Da Est ad Ovest le principali sono costituite dai Monti Appalachi, dalle Montagne Rocciose e dalla Catena Costiera.
Gli Appalachi si snodano lungo gli Stati della costa atlantica, da Alabama e Georgia risalendo lungo a direttrice nord-est verso il Maine, sconfinando per un breve tratto nelle province canadesi del Nuovo Brunswick e del Québec. La vetta principale è il Monte Mitchell.
Le Montagne Rocciose sono la principale catena montuosa del Nord America e costituiscono un'importante linea spartiacque all'interno degli Stati Uniti. Coprono una vastissima regione occidentale del paese.
La Catena Costiera Pacifica da Nord a Sud comprende la Catena dell'Alaska, i Monti Chugach, i Monti Sant'Elia, le Montagne Costiere, la Catena delle Cascate, la Sierra Nevada e la Sierra Madre Occidentale in Messico.

## Le principali vette

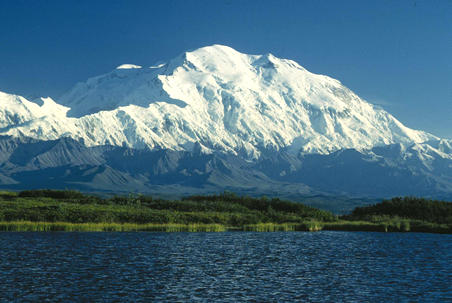
Monte McKinley

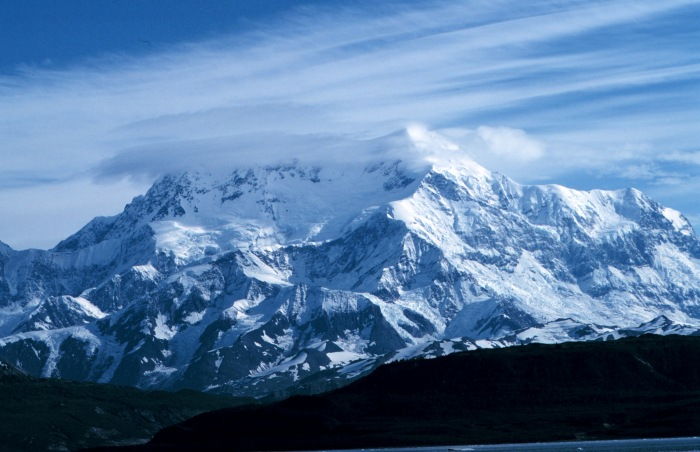
Monte Saint Elias

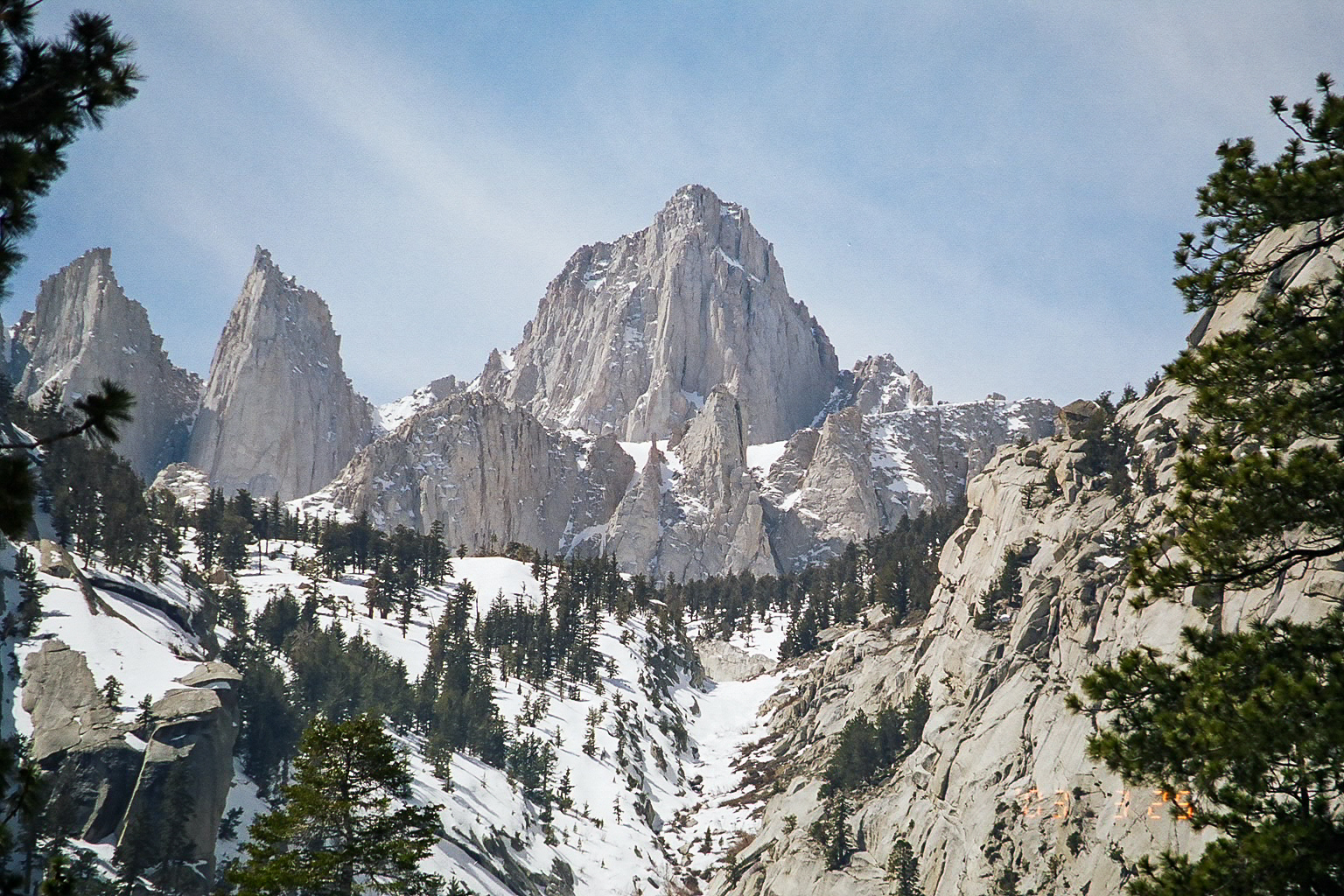
Monte Whitney

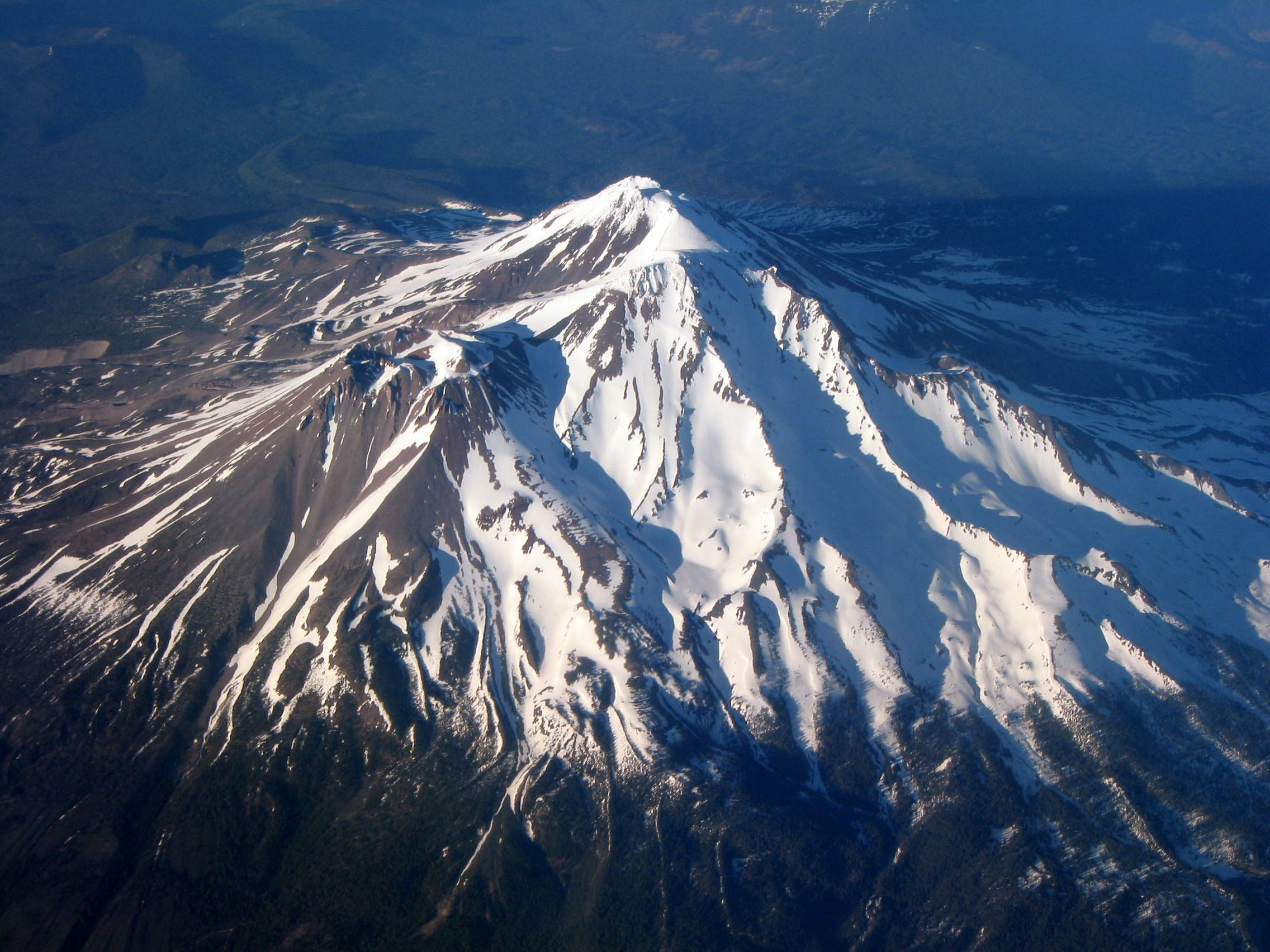
Monte Shasta

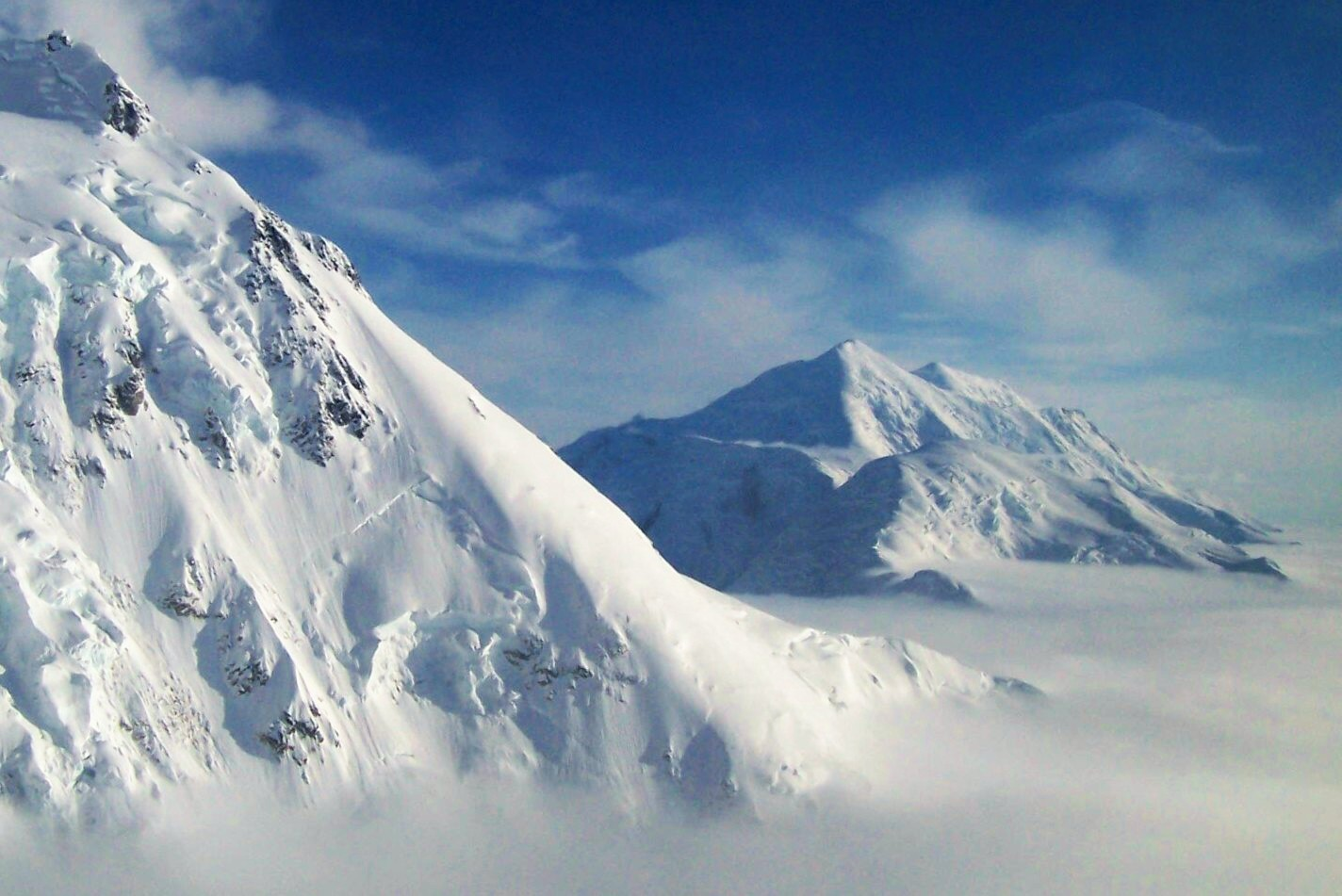
Monte Foraker

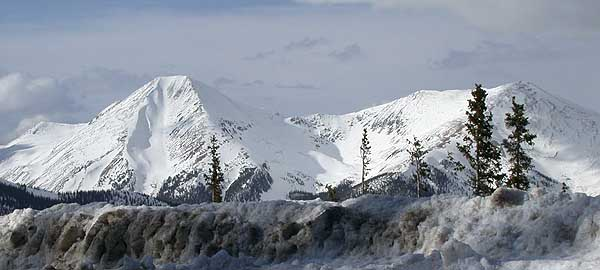
Monti Sawatch

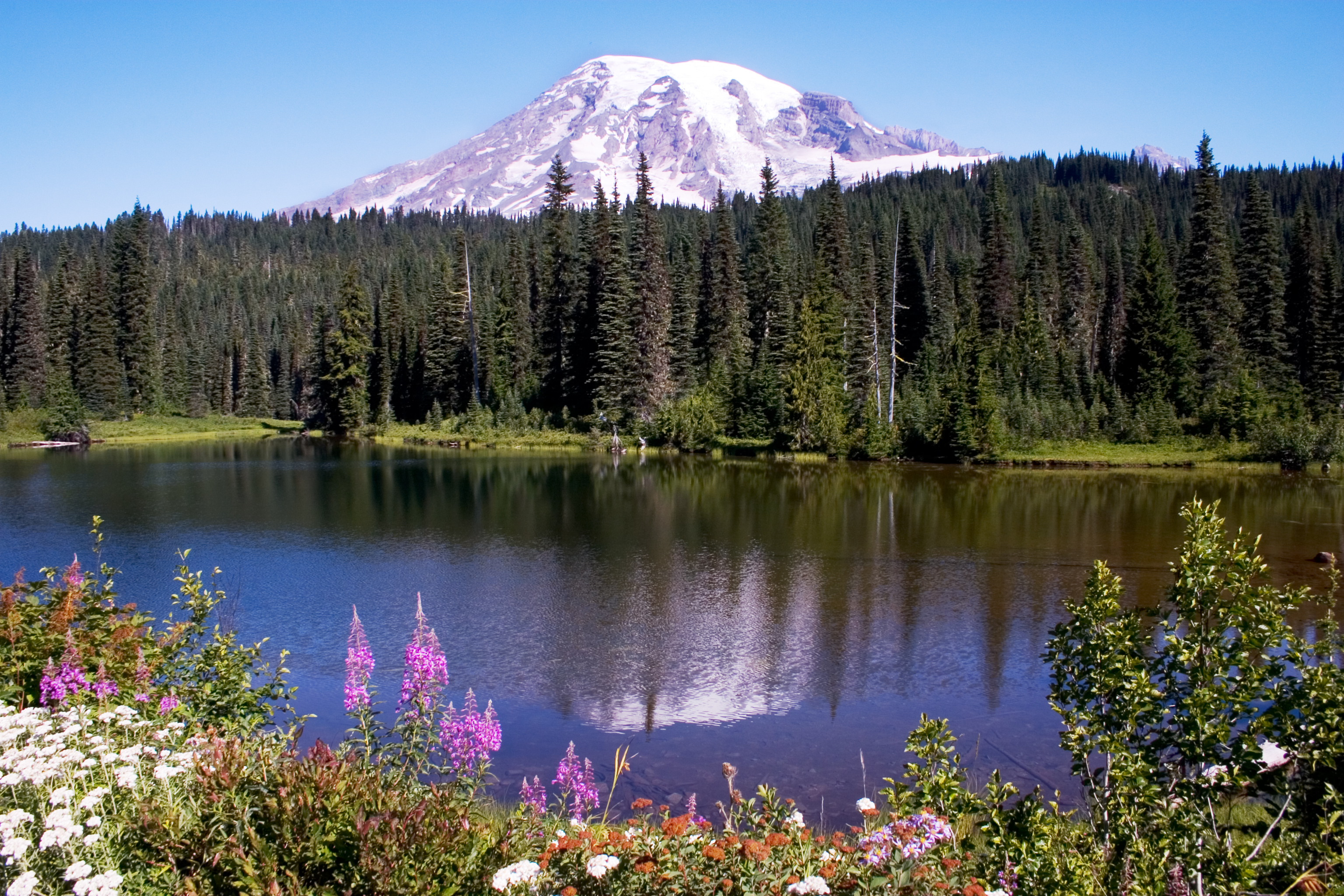
Monte Rainier nella Catena delle Cascate

| Pos. | Montagna                | Stato                      | Catena montuosa      | Altezza (m.) | Prominenza (m.) |
| ---- | ----------------------- | -------------------------- | -------------------- | ------------ | --------------- |
| 1    | Monte McKinley          | Alaska                     | Catena dell'Alaska   | 6194         | 6149            |
| 2    | Monte Saint Elias       | Alaska Yukon               | Monti Sant'Elia      | 5489         | 3429            |
| 3    | Monte Foraker           | Alaska                     | Catena dell'Alaska   | 5304         | 2210            |
| 4    | Monte Bona              | Alaska                     | Monti Sant'Elia      | 5029         | 2103            |
| 5    | Monte Blackburn         | Alaska                     | Monti Wrangell       | 4996         | 3548            |
| 6    | Monte Sanford           | Alaska                     | Monti Wrangell       | 4949         | 2343            |
| 7    | Monte Fairweather       | Alaska Columbia Britannica | Monti Sant'Elia      | 4671         | 3957            |
| 8    | Monte Hubbard           | Alaska Yukon               | Monti Sant'Elia      | 4557         | 2457            |
| 9    | Monte Bear              | Alaska                     | Monti Sant'Elia      | 4520         | 1540            |
| 10   | Monte Hunter            | Alaska                     | Catena dell'Alaska   | 4442         | 1409            |
| 11   | Monte Whitney           | California                 | Sierra Nevada        | 4421         | 3071            |
| 12   | Monte Alverstone        | Alaska Yukon               | Monti Sant'Elia      | 4420         | 594             |
| 13   | University Peak         | Alaska                     | Monti Sant'Elia      | 4410         | 978             |
| 14   | Monte Elbert            | Colorado                   | Sawatch Range        | 4401         | 2772            |
| 15   | Monte Massive           | Colorado                   | Sawatch Range        | 4398         | 592             |
| 16   | Monte Harvard           | Colorado                   | Collegiate Peaks     | 4397         | 709             |
| 17   | Monte Rainier           | Washington                 | Catena delle Cascate | 4394         | 4033            |
| 18   | Monte Williamson        | California                 | Sierra Nevada        | 4386         | 511             |
| 19   | La Plata Peak           | Colorado                   | Collegiate Peaks     | 4379         | 561             |
| 20   | Blanca Peak             | Colorado                   | Sierra Blanca        | 4374         | 1623            |
| 21   | Uncompahgre Peak        | Colorado                   | San Juan Mountains   | 4365         | 1304            |
| 22   | Crestone Peak           | Colorado                   | Crestones            | 4359         | 1388            |
| 23   | Monte Lincoln           | Colorado                   | Mosquito Range       | 4357         | 1177            |
| 24   | Castle Peak             | Colorado                   | Elk Mountains        | 4352         | 721             |
| 25   | Grays Peak              | Colorado                   | Front Range          | 4352         | 844             |
| 26   | Monte Antero            | Colorado                   | Sawatch Range        | 4351         | 763             |
| 27   | Monte Evans             | Colorado                   | Front Range          | 4348         | 844             |
| 28   | Longs Peak              | Colorado                   | Front Range          | 4346         | 896             |
| 29   | Monte Wilson            | Colorado                   | San Miguel Mountains | 4344         | 1227            |
| 30   | White Mountain Peak     | California                 | White Mountains      | 4344         | 2193            |
| 31   | North Palisade          | California                 | Sierra Nevada        | 4343         | 882             |
| 32   | Monte Princeton         | Colorado                   | Collegiate Peaks     | 4329         | 664             |
| 33   | Monte Yale              | Colorado                   | Collegiate Peaks     | 4329         | 572             |
| 34   | Monte Shasta            | California                 | Catena delle Cascate | 4322         | 2994            |
| 35   | Maroon Peak             | Colorado                   | Elk Mountains        | 4317         | 712             |
| 36   | Monte Wrangell          | Alaska                     | Monti Wrangell       | 4317         | 1696            |
| 37   | Monte Sneffels          | Colorado                   | Sneffels Range       | 4315         | 930             |
| 38   | Capitol Peak            | Colorado                   | Elk Mountains        | 4309         | 527             |
| 39   | Pikes Peak              | Colorado                   | Pikes Peak Massif    | 4302         | 1686            |
| 40   | Monte Eolus             | Colorado                   | Needle Mountains     | 4294         | 665             |
| 41   | Monte Augusta           | Alaska Yukon               | Monti Sant'Elia      | 4289         | 1533            |
| 42   | Handies Peak            | Colorado                   | San Juan Mountains   | 4285         | 575             |
| 43   | Culebra Peak            | Colorado                   | Culebra Range        | 4283         | 1471            |
| 44   | San Luis Peak           | Colorado                   | La Garita Mountains  | 4274         | 949             |
| 45   | Mount of the Holy Cross | Colorado                   | Sawatch Range        | 4271         | 643             |
| 46   | Grizzly Peak            | Colorado                   | Collegiate Peaks     | 4266         | 582             |
| 47   | Monte Humphreys         | California                 | Sierra Nevada        | 4265         | 781             |
| 48   | Monte Keith             | California                 | Sierra Nevada        | 4262         | 590             |
| 49   | Monte Ouray             | Colorado                   | Sawatch Range        | 4255         | 810             |
| 50   | Vermilion Peak          | Colorado                   | San Juan Mountains   | 4237         | 642             |